# Veerasamy Ringadoo
Sir Veerasamy Ringadoo (ur. 20 października 1920 w Port Louis, zm. 9 września 2000 w Moka), polityk maurytyjski, gubernator generalny i pierwszy prezydent Mauritiusa.
Pochodził z grupy Indo-Maurytyjczyków, potomków imigrantów z Indii. Studiował nauki ekonomiczne na uniwersytecie w Londynie. Przez wiele lat pracował w administracji kolonialnej. Po ogłoszeniu niepodległości Mauritiusa był ministrem finansów (1968–1982), blisko współpracował z ówczesnym szefem rządu Seewoosagurem Ramgoolamem. Od 1982 należał do Walczącego Ruchu Socjalistycznego i był doradcą kolejnego premiera, Anerooda Jughautha. Otrzymał tytuł szlachecki "sir" od królowej brytyjskiej Elżbiety II.
Po śmierci Seewoosagura Ramgoolama (w grudniu 1985) został mianowany gubernatorem generalnym Mauritiusa. Pełnił funkcję do marca 1992, kiedy Mauritius przyjął ustrój republiki; Ringadoo został wówczas pierwszym prezydentem państwa, w czerwcu 1992 urząd po nim objął Cassam Uteem. 
Źródła:
- Encyklopedia. Świat w przekroju 1988, Wiedza Powszechna, Warszawa 1989
- rulers.org (dostęp: 23 lipca 2012)